# Jeff Hamburg
Jeff Hamburg (Philadelphia, 12 november 1956) is een Amerikaanse componist, woonachtig in Nederland sinds 1978.
Hamburg studeerde in zijn geboorteland compositie en akoestiek aan de Universiteit van Illinois. Hij verhuisde naar Nederland om in Den Haag te studeren bij Louis Andriessen. De invloed van Andriessen op Hamburg is in zijn werken uit de jaren tachtig nog goed te horen, maar in zijn latere composities heeft Hamburg zijn eigen stijl gevonden. Dit heeft te maken met de zoektocht naar zijn eigen, joodse achtergrond en de muziek die hierbij hoort. Joodse legenden en Bijbelse verhalen zijn veelal inspiratiebronnen voor zijn muziek en Hamburg laat klanken horen die doen denken aan klezmer en Oost-Europa. Dit heeft niet alleen geleid tot muziek die dichter bij zijn eigen gevoelsleven staat, maar ook tot een bredere bijval van het publiek.
In 2002 werd aan Hamburg de ANV-Visser Neerlandia-prijs toegekend. De jury prijst zijn veelzijdig oeuvre dat "emotioneert, charmeert en verrast".
Hij was van 2008 tot 2015 voorzitter van GeNeCo (Genootschap Nederlandse Componisten).

## Selectie uit de composities van Jeff Hamburg
Orkestwerken
- 2009 Podolian Dances - strijkorkest
- 2007 Hear O Heavens - Give Ear, O Earth – symfonieorkest
- 2007 The Wild Waters that Roar – symfonieorkest
- 2004 Ruach - concert voor hobo en orkest
- 2003 Kumi, Ori – tenor en orkest
- 2001 Aychah – koor en orkest
- 2001 Zachor – symfonieorkest
- 2000 Concerto voor fluit en orkest
- 1998 Klezmania – kamerorkest
- 1996 A Prayer and a Dance – strijkorkest
- 1994 Zey… (Yiddish) – sopraan en orkest
- 1988 Concertino – altsaxofoon en orkest
- 1982 Symphony in Es (rev. 1994) – symfonieorkest
- 1981 Towers and Bridges – fluiten, koperblazers en contrabassen

Kamermuziek
- 2008 Sparkle - fagot solo
- 2007 Jubel – hobo, harp
- 2007 Kaddish – bariton, hobo, cello, harp
- 2006 Danse Africaine – koor
- 2005 Song of Songs (Hebrew) – tenor en fluit
- 2002 String Quartet Nr 2 "Hashkivenu" – strijkkwartet
- 2002 Three Jewish Songs – sopraan, hobo, viool, cello, accordeon, slagwerk
- 1999 Jerusalem (German, Hebrew, Dutch) – sopraan, hobo, viool, altviool, cello
- 1999 Uncle Mendel’s Ukranian Blues (Yiddish) - piano met lied
- 1996 Wine, Love and Death (Hebrew text) – sopraan, cello, accordeon
- 1994 The Golem - big band
- 1991 Roses have thorns (W. Shakespeare) – koor
- 1989 Two songs from "Dance of Death” (A. Strindberg) – sopraan, bariton, cello en piano
- 1987 Ma sh'mecha – koor

Vocale werken
- 2009 Biografiye - mezzosopraan, klarinet, viool, altviool, cello
- 2009 Finf Yiddish Lieder - mezzosopraan en harp
- 2007 Kaddish - bariton, hobo, cello, harp
- 2006 Danse Africaine - Four Langston Hughes Songs - gemengd koor (SATB)
- 1984 Dibboek Suite - gemengd koor (SATB)

Muziektheater
- 2005 Hooglied
- 2005 Thomas (naar "Het boek van alle dingen" van Guus Kuijer)
- 1998 Een Golem
- 1992 Joshe Kalb (J. Singer)
- 1992 Esther (Engels en Hebreeuws)
- 1990 De jongen die op reis ging om het griezelen te leren (libretto van C. Alphenaar)
- 1984 Dibboek (J. Herzberg)

## Privé
Hamburg was getrouwd met de Nederlandse fluitiste Eleonore Pameijer tot 2011 en is in 2017 hertrouwd. Hij woont momenteel in Amsterdam